# Ki nevet a végén? (album)
A Ki nevet a végén? Zoltán Erika 4. nagylemeze. Miután 1990 elején feloszlott a Neoton Família, Zoltán Erika továbbra is Pásztor László és Jakab György zenei támogatásával folytatta zenei karrierjét. Az akkoriban alakult Magneoton lemezkiadó egyik menedzseltjeként jelentette meg ezt az albumot.

## Az album dalai[1]
1. Elvarázsolt éj (Pásztor László-Jakab György-Hatvani Emese) 4'33"
2. Csigaház (Pásztor László-Jakab György-Hatvani Emese) 3'51"
3. Gyere tél! (Jakab György-Bognár Attila-Barta Tamás) 3'34"
4. Van egy 5-letem (Pásztor László-Bardóczi Gyula-Hatvani Emese) 3'30"
5. Fekszem a földön (Pásztor László-Jakab György-Hatvani Emese) 4'15"
6. Légy férfias (Pásztor László-Jakab György-Hatvani Emese) 4'49"
7. Búcsúzom: Good-bye (Anderson Saviano-Hatvani Emese) 4'12"
8. Fekete lista (Pásztor László-Jakab György-Jávor Andrea) 4'40"
9. Ki nevet a végén? (Pásztor László-Jakab György-Hatvani Emese) 5'05"

## Közreműködők
- Zoltán Erika – ének
- Fönyedi András, Egon – rap (1.)
- Juhász Mari, Pál Éva, Horváth Julcsi – vokál
- Csepregi Gyula – szaxofon (5.)
- Borhi Miklós és Vámos Zsolt – gitár
- Bardóczi Gyula – dobok
- Jakab György – billentyűs hangszerek
- Pásztor László – gitár, zenei rendező
- Lakatos Gábor – szintetizátor programok, hangmérnök